# Microgramma bismarckii
Microgramma bismarckii là một loài thực vật có mạch trong họ Polypodiaceae. Loài này được (Rauh) B. León mô tả khoa học đầu tiên năm 2002.